# Chelsea FC 2023/24
Chelsea FC 2023/24 är Chelsea:s 118:e säsong och deras 35:e raka säsong i Premier League.

## Spelare

### Spelartruppen
| Nr | Land      | Pos | Namn               |
| -- | --------- | --- | ------------------ |
| 1  | Spanien   | MV  | Robert Sánchez     |
| 2  | Frankrike | F   | Axel Disasi        |
| 3  | Spanien   | F   | Marc Cucurella     |
| 5  | Frankrike | F   | Benoit Badiashile  |
| 6  | Brasilien | F   | Thiago Silva       |
| 7  | England   | A   | Raheem Sterling    |
| 8  | Argentina | MF  | Enzo Fernández     |
| 10 | Ukraina   | A   | Mykhailo Mudryk    |
| 11 | England   | A   | Noni Madueke       |
| 13 | England   | MV  | Marcus Bettinelli  |
| 14 | England   | F   | Trevoh Chalobah    |
| 15 | Senegal   | A   | Nicolas Jackson    |
| 16 | Frankrike | MF  | Lesley Ugochukwu   |
| 17 | England   | MF  | Carney Chukwuemeka |
| 18 | Frankrike | A   | Christopher Nkunku |
| 19 | Albanien  | A   | Armando Broja      |

| Nr | Land      | Pos | Namn               |
| -- | --------- | --- | ------------------ |
| 19 | Kanada    | F   | Derek Cornelius    |
| 20 | Norge     | MF  | Oliver Berg        |
| 21 | Sverige   | MF  | Stefano Vecchia    |
| 22 | Sverige   | MF  | Taha Ali           |
| 23 | Norge     | MF  | Lasse Berg Johnsen |
| 24 | Danmark   | F   | Lasse Nielsen      |
| 25 | Brasilien | F   | Gabriel Busanello  |
| 27 | Sverige   | MV  | Johan Dahlin       |
| 30 | Mali      | MV  | Ismael Diawara     |
| 32 | Island    | F   | Daniel Gudjohnsen  |
| 33 | Sverige   | F   | Elison Makolli     |
| 35 | Kamerun   | F   | Samuel Kotto       |
| 36 | Kosovo    | MF  | Patriot Sejdiu     |
| 38 | Sverige   | MF  | Hugo Bolin         |
| 40 | Ghana     | MF  | Emmanuel Lomotey   |